# Élections législatives partielles au cours de la IVe législature de la Cinquième République française
 (mai 2025).
Si vous disposez d'ouvrages ou d'articles de référence ou si vous connaissez des sites web de qualité traitant du thème abordé ici, merci de compléter l'article en donnant les références utiles à sa vérifiabilité et en les liant à la section « Notes et références ».
Des élections législatives partielles ont eu lieu durant la IVe législature de l'Assemblée nationale.

## Résultats cumulés
| #  | Dates de l’élection            | Circonscription            | Député élu lors des élections législatives de 1968   | Parti | Parti | Groupe | Député élu ou réélu lors de l'élection partielle | Parti | Parti | Groupe | Raison de la tenue d'une élection partielle |
| -- | ------------------------------ | -------------------------- | ---------------------------------------------------- | ----- | ----- | ------ | ------------------------------------------------ | ----- | ----- | ------ | ------------------------------------------- |
| 1  | 8 et 15 décembre 1968          | 11e des Hauts-de-Seine     | Guy Ducoloné                                         |       | PCF   | COM    | Guy Ducoloné                                     |       | PCF   | COM    | Invalidée par le Conseil constitutionnel    |
| 2  | 21 septembre 1969              | 2e du Cantal               | Georges Pompidou                                     |       | UDR   | UDR    | Pierre Raynal                                    |       | UDR   | UDR    | Elu président de la république              |
| 3  | 19 octobre 1969                | 3e du Doubs                | Christian Genevard                                   |       | UDR   | UDR    | Edgar Faure                                      |       | UDR   | UDR    | Démission,                                  |
| 4  | 19 octobre 1969                | 8e de la Moselle           | Maurice Jarrige                                      |       | UDR   | UDR    | Pierre Messmer                                   |       | UDR   | UDR    | Démission,                                  |
| 5  | 19 octobre 1969                | 4e de la Sarthe            | René Pailler                                         |       | UDR   | UDR    | Joël Le Theule                                   |       | UDR   | UDR    | Démission,                                  |
| 6  | 19 octobre 1969                | 3e de la Savoie            | Léopold Durbet                                       |       | UDR   | UDR    | Pierre Dumas                                     |       | UDR   | UDR    | Démission,                                  |
| 7  | 19 octobre 1969                | 2e de l'Yonne              | Georges Barillon                                     |       | RI    | RI     | Jean Chamant                                     |       | RI    | RI     | Démission,                                  |
| 8  | 19 et 26 octobre 1969          | 4e des Yvelines            | Pierre Clostermann                                   |       | UDR   | UDR    | Michel Rocard                                    |       | SE    | NI     | Démission,                                  |
| 9  | 7 et 14 juin 1970              | 12e de Paris               | Pierre Bourgoin                                      |       | UDR   | UDR    | Pierre de Bénouville                             |       | UDR   | UDR    | Démission,                                  |
| 10 | 21 et 28 juin 1970             | 1re de Meurthe-et-Moselle  | Roger Souchal                                        |       | UDR   | UDR    | Jean-Jacques Servan-Schreiber                    |       | SE    | RDS    | Démission,                                  |
| 11 | 12 juillet 1970                | Territoire des Comores     | Said Ibrahim bin Said Ali                            |       | UDR   | UDR    | Mohamed Dahalani                                 |       | UDR   | UDR    | Démission,                                  |
| 12 | 20 septembre 1970              | 2e de la Gironde           | Jacques Chabrat (suppléant de Jacques Chaban-Delmas) |       | UDR   | UDR    | Jacques Chaban-Delmas                            |       | UDR   | UDR    | Décès                                       |
| 13 | 28 novembre et 5 décembre 1971 | 1re des Hautes-Alpes       | Émile Didier                                         |       | FGDS  | FGDS   | Pierre Bernard-Reymond                           |       | PDM   | PDM    | Elu sénateur                                |
| 14 | 28 novembre et 5 décembre 1971 | 1re de l'Aveyron           | Roland Boscary-Monsservin                            |       | RI    | RI     | Jean Briane                                      |       | SE    | NI     | Elu sénateur                                |
| 15 | 28 novembre et 5 décembre 1971 | 2e de la Drôme             | Maurice Pic                                          |       | FGDS  | FGDS   | Henri Michel                                     |       | FGDS  | FGDS   | Elu sénateur                                |
| 16 | 12 décembre 1971               | 5e de la Charente-Maritime | Raymond Grandsart (suppléant de Jean de Lipkowski)   |       | UDR   | UDR    | Jean de Lipkowski                                |       | UDR   | UDR    | Décès                                       |

## Élections partielles en 1968

### Onzième circonscription des Hauts-de-Seine
| Candidat | Candidat                   | Parti          | Premier tour | Premier tour | Second tour | Second tour |  |
| Candidat | Candidat                   | Parti          | Voix         | %            | Voix        | %           |  |
| --- | -------------------------- | -------------- | ------------ | ------------ | ----------- | ----------- |  |
| | Roger Barberot             | UDR            | 13 768       | 33,97        | 17 456      | 43,68       |  |
| | Guy Ducoloné sortant réélu | PCF            | 19 367       | 47,78        | 22 490      | 56,32       |  |
| | Jean Laronde               | CD             | 5 314        | 13,11        |             |             |  |
| | Jean-Marie Vincent         | PSU            | 1 290        | 3,18         |             |             |  |
| | Rémy Mourin                | FGDS (CIR)     | 789          | 1,95         |             |             |  |
| |                            |                |              |              |             |             |  |
| Inscrits | Inscrits                   | Inscrits       | 65 249       | 100,00       | 65 249      | 100,00      |  |
| Abstentions | Abstentions                | Abstentions    | 24 270       | 37,2         | 23 426      | 35,9        |  |
| Votants | Votants                    | Votants        | 40 979       | 62,8         | 41 823      | 64,1        |  |
| Blancs et nuls | Blancs et nuls             | Blancs et nuls | 451          | 1,1          | 1 427       | 3,41        |  |
| Exprimés | Exprimés                   | Exprimés       | 40 528       | 98,9         | 40 396      | 96,59       |  |
| Source : France, Ministère de l'intérieur. Les Elections législatives . Métropole., la Documentation française, 1974 (lire en ligne) |                            |                |              |              |             |             |  |

## Élections partielles en 1969

### Deuxième circonscription du Cantal
| | Pierre Raynal élu      | UDR            | 19 956 | 70,17  |  |  |  |
| | Jean-Baptiste Delpirou | PSU            | 4 541  | 15,97  |  |  |  |
| | Louis Taurant          | PCF            | 3 943  | 13,86  |  |  |  |
| |                        |                |        |        |  |  |  |
| Inscrits | Inscrits               | Inscrits       | 52 452 | 100,00 |  |  |  |
| Abstentions | Abstentions            | Abstentions    | 23 302 | 44,43  |  |  |  |
| Votants | Votants                | Votants        | 29 150 | 55,57  |  |  |  |
| Blancs et nuls | Blancs et nuls         | Blancs et nuls | 710    | 2,44   |  |  |  |
| Exprimés | Exprimés               | Exprimés       | 28 440 | 97,56  |  |  |  |
| Source : France, Ministère de l'intérieur. Les Elections législatives . Métropole., la Documentation française, 1974 (lire en ligne) |                        |                |        |        |  |  |  |

### Troisième circonscription du Doubs
| | Edgar Faure élu | Sans étiquette | 24 932 | 72,71  |  |  |  |
| | Robert Schwint  | PS             | 6 125  | 17,86  |  |  |  |
| | Robert Charles  | PCF            | 2 065  | 6,02   |  |  |  |
| | Bernard Laude   | PSU            | 1 166  | 3,40   |  |  |  |
| |                 |                |        |        |  |  |  |
| Inscrits | Inscrits        | Inscrits       | 56 131 | 100,00 |  |  |  |
| Abstentions | Abstentions     | Abstentions    | 20 514 | 36,55  |  |  |  |
| Votants | Votants         | Votants        | 35 617 | 63,45  |  |  |  |
| Blancs et nuls | Blancs et nuls  | Blancs et nuls | 1 329  | 3,73   |  |  |  |
| Exprimés | Exprimés        | Exprimés       | 34 288 | 96,27  |  |  |  |
| Source : France, Ministère de l'intérieur. Les Elections législatives . Métropole., la Documentation française, 1974 (lire en ligne) |                 |                |        |        |  |  |  |

### Huitième circonscription de la Moselle
| | Pierre Messmer élu | UDR            | 28 114 | 79,76  |  |  |  |
| | Michel Barthélemy  | Divers droite  | 3 732  | 10,59  |  |  |  |
| | Gabriel Schlosser  | PCF            | 1 605  | 4,55   |  |  |  |
| | Jean-Pierre Garel  | PSU            | 908    | 2,58   |  |  |  |
| | Bernard Parmantier | PS             | 889    | 2,52   |  |  |  |
| |                    |                |        |        |  |  |  |
| Inscrits | Inscrits           | Inscrits       | 54 626 | 100,00 |  |  |  |
| Abstentions | Abstentions        | Abstentions    | 18 222 | 33,36  |  |  |  |
| Votants | Votants            | Votants        | 36 404 | 66,64  |  |  |  |
| Blancs et nuls | Blancs et nuls     | Blancs et nuls | 1 156  | 3,18   |  |  |  |
| Exprimés | Exprimés           | Exprimés       | 35 248 | 96,82  |  |  |  |
| Source : France, Ministère de l'intérieur. Les Elections législatives . Métropole., la Documentation française, 1974 (lire en ligne) |                    |                |        |        |  |  |  |

### Quatrième circonscription de la Sarthe
| | Joël Le Theule sortant réélu | UDR            | 20 431 | 64,26  |  |  |  |
| | Pierre Combe                 | PCF            | 8 124  | 25,56  |  |  |  |
| | Léon Beaulaton               | PS             | 2 005  | 6,31   |  |  |  |
| | Maurice Jacquier             | PSU            | 1 235  | 3,88   |  |  |  |
| |                              |                |        |        |  |  |  |
| Inscrits | Inscrits                     | Inscrits       | 57 955 | 100,00 |  |  |  |
| Abstentions | Abstentions                  | Abstentions    | 25 091 | 43,29  |  |  |  |
| Votants | Votants                      | Votants        | 32 864 | 56,71  |  |  |  |
| Blancs et nuls | Blancs et nuls               | Blancs et nuls | 1 069  | 3,25   |  |  |  |
| Exprimés | Exprimés                     | Exprimés       | 31 795 | 96,75  |  |  |  |
| Source : France, Ministère de l'intérieur. Les Elections législatives . Métropole., la Documentation française, 1974 (lire en ligne) |                              |                |        |        |  |  |  |

### Troisième circonscription de la Savoie
| | Pierre Dumas élu | UDR            | 18 255 | 61,55  |  |  |  |
| | Auguste Mudry    | PCF            | 6 524  | 22,00  |  |  |  |
| | Michel Poensin   | PSU            | 2 735  | 9,22   |  |  |  |
| | Gilbert Antonin  | PS             | 2 145  | 7,23   |  |  |  |
| |                  |                |        |        |  |  |  |
| Inscrits | Inscrits         | Inscrits       | 59 603 | 100,00 |  |  |  |
| Abstentions | Abstentions      | Abstentions    | 29 118 | 48,85  |  |  |  |
| Votants | Votants          | Votants        | 30 485 | 51,15  |  |  |  |
| Blancs et nuls | Blancs et nuls   | Blancs et nuls | 826    | 2,71   |  |  |  |
| Exprimés | Exprimés         | Exprimés       | 29 659 | 97,29  |  |  |  |
| Source : France, Ministère de l'intérieur. Les Elections législatives . Métropole., la Documentation française, 1974 (lire en ligne) |                  |                |        |        |  |  |  |

### Deuxième circonscription de l'Yonne
| | Jean Chamant sortant réélu | Sans étiquette | 21 289 | 66,42  |  |  |  |
| | Pierre Vigreux             | PCF            | 5 857  | 18,28  |  |  |  |
| | Jacques Ribs               | CIR            | 4 903  | 15,30  |  |  |  |
| |                            |                |        |        |  |  |  |
| Inscrits | Inscrits                   | Inscrits       | 53 760 | 100,00 |  |  |  |
| Abstentions | Abstentions                | Abstentions    | 20 678 | 38,46  |  |  |  |
| Votants | Votants                    | Votants        | 33 082 | 61,54  |  |  |  |
| Blancs et nuls | Blancs et nuls             | Blancs et nuls | 1 033  | 3,12   |  |  |  |
| Exprimés | Exprimés                   | Exprimés       | 32 049 | 96,88  |  |  |  |
| Source : France, Ministère de l'intérieur. Les Elections législatives . Métropole., la Documentation française, 1974 (lire en ligne) |                            |                |        |        |  |  |  |

### Quatrième circonscription des Yvelines
| Candidat | Candidat                  | Parti          | Premier tour | Premier tour | Second tour | Second tour |  |
| Candidat | Candidat                  | Parti          | Voix         | %            | Voix        | %           |  |
| --- | ------------------------- | -------------- | ------------ | ------------ | ----------- | ----------- |  |
| | Maurice Couve de Murville | UDR            | 10 225       | 40,95        | 13 063      | 46,22       |  |
| | Michel Rocard élu         | PSU            | 5 116        | 20,49        | 15 200      | 53,78       |  |
| | Jean Cuguen               | PCF            | 4 998        | 20,02        | Retrait     | Retrait     |  |
| | Pierre Sonneville         | CD             | 3 196        | 12,80        |             |             |  |
| | Camille Brissat           | Divers droite  | 958          | 3,84         |             |             |  |
| | Marcel Debarge            | PS             | 475          | 1,90         |             |             |  |
| |                           |                |              |              |             |             |  |
| Inscrits | Inscrits                  | Inscrits       | 47 186       | 100,00       | 47 186      | 100,00      |  |
| Abstentions | Abstentions               | Abstentions    | 21 733       | 46,06        | 17 933      | 38          |  |
| Votants | Votants                   | Votants        | 25 453       | 53,94        | 29 253      | 62          |  |
| Blancs et nuls | Blancs et nuls            | Blancs et nuls | 485          | 1,91         | 990         | 3,38        |  |
| Exprimés | Exprimés                  | Exprimés       | 24 968       | 98,09        | 28 263      | 96,62       |  |
| Source : France, Ministère de l'intérieur. Les Elections législatives . Métropole., la Documentation française, 1974 (lire en ligne) |                           |                |              |              |             |             |  |

## Élections partielles en 1970

### Douzième circonscription de Paris
| Candidat | Candidat                 | Parti          | Premier tour | Premier tour | Second tour | Second tour |  |
| Candidat | Candidat                 | Parti          | Voix         | %            | Voix        | %           |  |
| --- | ------------------------ | -------------- | ------------ | ------------ | ----------- | ----------- |  |
| | Pierre de Bénouville élu | Sans étiquette | 9 184        | 46,53        | 10 706      | 56,32       |  |
| | Georges Heckli           | PCF            | 5 201        | 26,35        | 8 302       | 43,68       |  |
| | Claude Bessis            | CIR            | 1 905        | 9,65         |             |             |  |
| | Philippe Simon           | PSU            | 876          | 4,44         |             |             |  |
| | Alain Lombard            | CR             | 791          | 4,01         |             |             |  |
| | Jacqueline Rigaud        | ON             | 618          | 2,36         |             |             |  |
| | Bernard Fauliot          | Extrême droite | 600          | 3,13         |             |             |  |
| | Pascal Bicheron          | Divers gauche  | 517          | 2,62         |             |             |  |
| | Michel Olagnon           | MJR            | 50           | 0,25         |             |             |  |
| |                          |                |              |              |             |             |  |
| Inscrits | Inscrits                 | Inscrits       | 41 350       | 100,00       | 41 350      | 100,00      |  |
| Abstentions | Abstentions              | Abstentions    | 21 052       | 50,91        | 21 250      | 51,39       |  |
| Votants | Votants                  | Votants        | 20 298       | 49,09        | 20 100      | 48,61       |  |
| Blancs et nuls | Blancs et nuls           | Blancs et nuls | 559          | 2,75         | 1 092       | 5,43        |  |
| Exprimés | Exprimés                 | Exprimés       | 19 739       | 97,25        | 19 008      | 94,57       |  |
| Source : France, Ministère de l'intérieur. Les Elections législatives . Métropole., la Documentation française, 1974 (lire en ligne) |                          |                |              |              |             |             |  |

### Première circonscription de Meurthe-et-Moselle
| Candidat | Candidat                          | Parti          | Premier tour | Premier tour | Second tour | Second tour |  |
| Candidat | Candidat                          | Parti          | Voix         | %            | Voix        | %           |  |
| --- | --------------------------------- | -------------- | ------------ | ------------ | ----------- | ----------- |  |
| | Jean-Jacques Servan-Schreiber élu | Sans étiquette | 18 352       | 45,40        | 22 414      | 55,28       |  |
| | Roger Souchal sortant             | Divers droite  | 10 836       | 26,80        | 10 075      | 24,85       |  |
| | Michel Antoine                    | PCF            | 7 684        | 19,01        | 8 057       | 19,87       |  |
| | François Borella                  | PSU            | 2 079        | 5,14         |             |             |  |
| | Gérard Cureau                     | PS             | 953          | 2,36         |             |             |  |
| | Pierre-Marie Albrique             | Divers         | 522          | 1,29         |             |             |  |
| |                                   |                |              |              |             |             |  |
| Inscrits | Inscrits                          | Inscrits       | 67 538       | 100,00       | 67 536      | 100,00      |  |
| Abstentions | Abstentions                       | Abstentions    | 26 167       | 38,74        | 26 256      | 38,88       |  |
| Votants | Votants                           | Votants        | 41 371       | 61,26        | 41 280      | 61,12       |  |
| Blancs et nuls | Blancs et nuls                    | Blancs et nuls | 945          | 2,28         | 734         | 1,78        |  |
| Exprimés | Exprimés                          | Exprimés       | 40 426       | 97,72        | 40 546      | 98,22       |  |
| Source : France, Ministère de l'intérieur. Les Elections législatives . Métropole., la Documentation française, 1974 (lire en ligne) |                                   |                |              |              |             |             |  |

### Circonscription des Comores
| | Mohamed Dahalani élu | UDR            | 43 903  | 53,24  |  |  |  |
| | Ali M' Roudjae       | Sans étiquette | 38 560  | 46,76  |  |  |  |
| |                      |                |         |        |  |  |  |
| Inscrits | Inscrits             | Inscrits       | 123 390 | 100,00 |  |  |  |
| Abstentions | Abstentions          | Abstentions    | 40 300  | 32,66  |  |  |  |
| Votants | Votants              | Votants        | 83 090  | 67,34  |  |  |  |
| Blancs et nuls | Blancs et nuls       | Blancs et nuls | 627     | 0,75   |  |  |  |
| Exprimés | Exprimés             | Exprimés       | 82 463  | 99,25  |  |  |  |
| Source : France, Ministère de l'intérieur. Les Elections législatives . Métropole., la Documentation française, 1974 (lire en ligne) |                      |                |         |        |  |  |  |

### Deuxième circonscription de la Gironde
| | Jacques Chaban-Delmas élu     | Sans étiquette | 14 904 | 63,56  |  |  |  |
| | Jean-Jacques Servan-Schreiber | Sans étiquette | 3 891  | 16,59  |  |  |  |
| | François Rivière              | PCF            | 2 024  | 8,63   |  |  |  |
| | Gabriel Taïx                  | CIR            | 1 820  | 7,76   |  |  |  |
| | Laure Lataste                 | PSU            | 320    | 1,36   |  |  |  |
| | Gérard Barthélemy             | LO             | 150    | 0,64   |  |  |  |
| | Hugues Leclère                | ON             | 121    | 0,52   |  |  |  |
| | Micheline Vernhes             | Sans étiquette | 119    | 0,51   |  |  |  |
| | André Demarqc                 | Divers droite  | 98     | 0,42   |  |  |  |
| | Adrien Junca                  | Divers centre  | 3      | 0,01   |  |  |  |
| |                               |                |        |        |  |  |  |
| Inscrits | Inscrits                      | Inscrits       | 38 691 | 100,00 |  |  |  |
| Abstentions | Abstentions                   | Abstentions    | 14 904 | 38,52  |  |  |  |
| Votants | Votants                       | Votants        | 23 787 | 61,48  |  |  |  |
| Blancs et nuls | Blancs et nuls                | Blancs et nuls | 337    | 1,42   |  |  |  |
| Exprimés | Exprimés                      | Exprimés       | 23 450 | 98,58  |  |  |  |
| Source : France, Ministère de l'intérieur. Les Elections législatives . Métropole., la Documentation française, 1974 (lire en ligne) |                               |                |        |        |  |  |  |

## Élections partielles en 1971

### Première circonscription des Hautes-Alpes
| Candidat | Candidat                   | Parti          | Premier tour | Premier tour | Second tour | Second tour |  |
| Candidat | Candidat                   | Parti          | Voix         | %            | Voix        | %           |  |
| --- | -------------------------- | -------------- | ------------ | ------------ | ----------- | ----------- |  |
| | Pierre Bernard-Reymond élu | Divers droite  | 8 607        | 39,82        | 12 920      | 55,20       |  |
| | Gaston Julian              | PCF            | 5 586        | 25,85        | 10 487      | 44,80       |  |
| | Marcel Lesbros             | CNIP           | 3 620        | 16,75        |             |             |  |
| | Pierre Grimaud             | Divers gauche  | 3 433        | 15,88        |             |             |  |
| | Georges Chamboulive        | ON             | 367          | 1,70         |             |             |  |
| | Mustapha Chelha            | Sans étiquette | 0            | 0            |             |             |  |
| |                            |                |              |              |             |             |  |
| Inscrits | Inscrits                   | Inscrits       | 33 191       | 100,00       | 33 192      | 100,00      |  |
| Abstentions | Abstentions                | Abstentions    | 10 932       | 32,94        | 8 686       | 26,17       |  |
| Votants | Votants                    | Votants        | 22 259       | 67,06        | 24 506      | 73,83       |  |
| Blancs et nuls | Blancs et nuls             | Blancs et nuls | 646          | 2,9          | 1 099       | 4,48        |  |
| Exprimés | Exprimés                   | Exprimés       | 21 613       | 97,1         | 23 407      | 95,52       |  |
| Source : France, Ministère de l'intérieur. Les Elections législatives . Métropole., la Documentation française, 1974 (lire en ligne) |                            |                |              |              |             |             |  |

### Première circonscription de l'Aveyron
| Candidat | Candidat             | Parti          | Premier tour | Premier tour | Second tour | Second tour |  |
| Candidat | Candidat             | Parti          | Voix         | %            | Voix        | %           |  |
| --- | -------------------- | -------------- | ------------ | ------------ | ----------- | ----------- |  |
| | Marc Censi           | RI             | 15 868       | 42,29        | 19 107      | 48,33       |  |
| | Jean Briane élu      | CD             | 10 579       | 28,19        | 20 430      | 51,67       |  |
| | Jean-Pierre Prevosto | Divers gauche  | 4 608        | 12,28        |             |             |  |
| | Michel Lafon         | PCF            | 4 085        | 10,89        |             |             |  |
| | Serge Cattelin       | ARLP           | 2 383        | 6,35         |             |             |  |
| |                      |                |              |              |             |             |  |
| Inscrits | Inscrits             | Inscrits       | 63 293       | 100,00       | 63 286      | 100,00      |  |
| Abstentions | Abstentions          | Abstentions    | 24 076       | 38,04        | 21 614      | 34,15       |  |
| Votants | Votants              | Votants        | 39 217       | 61,96        | 41 672      | 65,85       |  |
| Blancs et nuls | Blancs et nuls       | Blancs et nuls | 1 694        | 4,32         | 2 135       | 5,12        |  |
| Exprimés | Exprimés             | Exprimés       | 37 523       | 95,68        | 39 537      | 94,88       |  |
| Source : France, Ministère de l'intérieur. Les Elections législatives . Métropole., la Documentation française, 1974 (lire en ligne) |                      |                |              |              |             |             |  |

### Deuxième circonscription de la Drôme
| Candidat | Candidat           | Parti          | Premier tour | Premier tour | Second tour | Second tour |  |
| Candidat | Candidat           | Parti          | Voix         | %            | Voix        | %           |  |
| --- | ------------------ | -------------- | ------------ | ------------ | ----------- | ----------- |  |
| | Henri Michel élu   | PS             | 11 660       | 32,81        | 24 684      | 52,31       |  |
| | Jean Brégier       | UDR            | 6 799        | 19,13        | 11 852      | 31,66       |  |
| | Louis Chancel      | RRRS           | 6 285        | 17,68        |             |             |  |
| | Marceau Bres       | PCF            | 6 173        | 17,37        |             |             |  |
| | Jean-Jacques Ayzac | Divers droite  | 3 384        | 9,52         |             |             |  |
| | René Deléglise     | PSU            | 1 241        | 3,49         |             |             |  |
| |                    |                |              |              |             |             |  |
| Inscrits | Inscrits           | Inscrits       | 63 299       | 100,00       | 63 310      | 100,00      |  |
| Abstentions | Abstentions        | Abstentions    | 26 817       | 42,37        | 25 267      | 39,91       |  |
| Votants | Votants            | Votants        | 36 482       | 57,63        | 38 043      | 60,09       |  |
| Blancs et nuls | Blancs et nuls     | Blancs et nuls | 940          | 2,58         | 1 507       | 3,96        |  |
| Exprimés | Exprimés           | Exprimés       | 35 542       | 97,42        | 36 536      | 96,04       |  |
| Source : France, Ministère de l'intérieur. Les Elections législatives . Métropole., la Documentation française, 1974 (lire en ligne) |                    |                |              |              |             |             |  |

### Cinquième circonscription de la Charente-Maritime
| | Jean de Lipkowski élu | UDR            | 20 707 | 52,31  |  |  |  |
| | Jean Papeau           | PCF            | 12 533 | 31,66  |  |  |  |
| | Yves Tap              | CD             | 4 657  | 11,77  |  |  |  |
| | Michel Gardrat        | Divers droite  | 1 685  | 4,26   |  |  |  |
| |                       |                |        |        |  |  |  |
| Inscrits | Inscrits              | Inscrits       | 68 003 | 100,00 |  |  |  |
| Abstentions | Abstentions           | Abstentions    | 26 999 | 39,7   |  |  |  |
| Votants | Votants               | Votants        | 41 004 | 60,3   |  |  |  |
| Blancs et nuls | Blancs et nuls        | Blancs et nuls | 1 422  | 3,47   |  |  |  |
| Exprimés | Exprimés              | Exprimés       | 39 582 | 96,53  |  |  |  |
| Source : France, Ministère de l'intérieur. Les Elections législatives . Métropole., la Documentation française, 1974 (lire en ligne) |                       |                |        |        |  |  |  |